# XBIZ Award for Gay Performer of the Year
L'XBIZ Award for Gay Performer of the Year è un premio pornografico assegnato all'attore pornografico omosessuale votato come migliore dalla XBIZ, l'ente che assegna gli XBIZ Awards, riconosciuti tra i premi più importanti del settore.
Come per gli altri premi, viene assegnato nel corso di una cerimonia che si svolge a Los Angeles, solitamente nel mese di gennaio, dal 2008.

## Vincitori e candidati

### Anni 2000
| Anno            | 2008         | 2009 |
| --------------- | ------------ | --- |
| Vincitrice      | Jake Deckard | Jackson Wild |
| Altre candidati |              | Jason Crew Damien Crosse Steve Cruz RJ Danvers D.O. Johnny Hazzard Wolf Hudson Erik Rhodes Blake Riley Jesse Santana Tyler Saint Max Schutler Ricky Sinz Kurt Wild |

### Anni 2010
| Anno            | 2010        | 2011         | 2012         | 2013           | 2014       | 2015          | 2016         | 2017        | 2018         | 2019 |
| --------------- | ----------- | ------------ | ------------ | -------------- | ---------- | ------------- | ------------ | ----------- | ------------ | --- |
| Vincitrice      | Tyler Saint | Spencer Reed | Adam Killian | Trenton Ducati | Jessy Ares | Landon Conrad | Rocco Steele | Sean Zevran | Colby Keller | Francois Sagat |
| Altre candidati |             |              |              |                |            |               |              |             |              | Boomer Banks Calvin Banks Bruce Beckham Devin Franco DeAngelo Jackson Levi Karter Colby Keller Skyy Knox Blake Mitchell Ryan Rose Johnny V Austin Wolf Wesley Woods Sean Zevran |

### Anni 2020
| Anno            | 2020         | 2021       | 2022           | 2023        | 2024 | 2025       |
| --------------- | ------------ | ---------- | -------------- | ----------- | --- | ---------- |
| Vincitrice      | Pierce Paris | Max Konnor | Michael Boston | Dillon Diaz | Derek Kage | Derek Kage |
| Altre candidati |              |            |                |             | Brian Bonds Michael Boston Beau Butler Cole Connor Chris Damned Malik Delgaty Dillon Diaz Allen King Cade Maddox Jayden Marcos Pierce Paris Roman Todd Jake Waters Legrand Wold |            |